# Torosia
Torosia is een geslacht van weekdieren uit de klasse van de Gastropoda (slakken).

## Soort
- Torosia proschwitzi Glöer & Georgiev, 2012